# Henri-Gatien Bertrand
General Henri-Gatien Bertrand (Châteauroux, 28. ožujka 1773. – Châteauroux, 31. siječnja 1844.), francuski vojskovođa, upravitelj Ilirskih pokrajina od 1811. do 1813.